# Покидаючи Лас-Вегас
«Залишаючи Лас-Вегас» (англ. Leaving Las Vegas) — психодрама режисера Майка Фіггіса 1995 року. Сценарій (теж Фіггса) заснований на однойменному автобіографічному романі Джона О'Браєна.
Колишній голлівудський сценарист, ставши безнадійним алкоголіком, випадає з суспільства. Він вирішує податися до Лас-Вегасу, щоб там покінчити з життям. Фільм — це історія останніх тижнів його життя та кохання з випадково зустрінутою професійною повією, емігранткою із Східної Європи.
Головні ролі виконують Елізабет Шу і Ніколас Кейдж. За виконання головної чоловічої ролі Ніколас Кейдж був відзначений премією «Оскар».

## Сюжет
Бен Сандерсон, алкоголік, як особисто, так і професійно невдаха у житті, вирішує вирушити до Лас-Вегаса, щоб допитися там до смерті. Він полишає дім, спаливши тепер вже непотрібний особистий скарб. У Лас-Вегасі на нічній вулиці він випадково зустрічає повію Сару, яка приїхала з Балтії та під патронажем російського сутенера неофіційно займається проституцією.
Про секс між двома не йдеться — Бену лише потрібно, щоб хтось був із ним поруч, з ким би він міг розмовляти. Сара теж знайшла для себе в Бені чуйну та вразливу душу, товариша у житті і нещасті. Бен та Сара домовляються про особливі правила своїх стосунків: Сара не повинна намагатися відвести Бена від його мети. Своєю чергою спосіб заробітку Сарою грошей для існування обох не повинен бути проблемою між ними. Таким чином вони живуть майже як сімейна пара, але через запої та скандали Бена мусять щоразу змінювати житло.
Канва фільму — це, по суті, сповідь Сари про останні тижні їхнього спільного життя з Беном аж до самої його смерті.

## Саундтрек
1. «Lonely Teardrops[en]» (у виконанні Michael McDonald[en] та ансамблю Steely Dan) — 5:25[1][2]
2. «Intro Dialogue» (Nicolas Cage, Elisabeth Shue) — 0:32
3. «Angel Eyes» (Sting) — 4:02
4. «My One and Only Love[en]» (Sting) — 3:32
5. «Are You Desirable?» (John Doe, Brian Smith) — 2:43
6. «Ben & Bill» (Nicolas Cage) — 0:30
7. «Leaving Las Vegas» (Mike Figgis) — 3:12
8. «Sera's Dark Side» (Mike Figgis) — 1:26
9. «Mara» (Mike Figgis) — 4:28
10. «Burlesque» (Mike Figgis) — 2:40
11. «On The Street» (Nicolas Cage, Elisabeth Shue) — 0:28
12. «Bossa Vega» (Mike Figgis) — 3:14
13. «Ben Pawns His Rolex/Sera Talks To Her Shrink» (Nicolas Cage, Elisabeth Shue) — 0:37
14. «My One And Only Love» (Sting) — 3:36
15. «Sera Invites Ben To Stay» (Nicolas Cage, Elisabeth Shue) — 0:31
16. «Come Rain Or Come Shine» (Don Henley) — 3:41
17. «Ben And Sera — Theme» (Nicolas Cage, Elisabeth Shue) — 2:18
18. «Ridiculous» (Nicolas Cage) — 1:03
19. «Biker Bar» (Mike Figgis) — 3:44
20. «Ben's Hell» (Mike Figgis) — 1:37
21. «It's A Lonesome Old Town» (Sting) — 2:37
22. «Blues For Ben» (Mike Figgis) — 1:56
23. «Get Out» (Mike Figgis) — 1:49
24. «Reunited» (Mike Figgis) — 3:28
25. «Sera Talks To The Cab Driver» (Elisabeth Shue, Lou Rawls) — 0:23
26. «She Really Loved Him» (Mike Figgis) — 1:17
27. «I Won't Be Going South For A While» (The Palladinos) — 4:27

## Нагороди
1996 Премія «Оскар»
- Перемога — найкраща чоловіча роль — Ніколас Кейдж
- Номінація — найкраща жіноча роль — Елізабет Шу
- Номінація — найкращий режисер — Майк Фіггіс
- Номінація — найкращий адаптований сценарій — Майк Фіггіс

1996 Премія «Золотий глобус»
- Перемога — найкраща чоловіча роль (драма) — Ніколас Кейдж
- Номінація — найкращий фільм (драма) — Ліза Кейзис, Енні Стюарт
- Номінація — найкраща жіноча роль (драма) — Елізабет Шу
- Номінація — найкращий режисер — Майк Фіггіс

1996 Британська академія телебачення і кіномистецтва BAFTA
- Номінація — найкраща чоловіча роль — Ніколас Кейдж
- Номінація — найкраща жіноча роль — Елізабет Шу
- Номінація — найкращий адаптований сценарій — Майк Фіггіс

## Цікаві факти
- Для того, що увійти в роль Ніколас Кейдж — вживав алкоголь у великих кількостях та відвідуючи спеціалізовані клініки. Елізабет Шу спілкувалася з повіями в Лас-Вегасі.
- Автор Джон О'Брайн, на чиєму романі заснований фільм, вчинив самогубство за два тижні після того, як розпочався знімальний процес.
- Режисер Майк Фіггіс грав на трубі і клавішних інструментах при записі саундтрека.
- Модель Наомі Кемпбелл з'являлася в епізодах, але ці кадри не увійшли до стрічки.
- Фільм, який дивляться Бен і Сера в готелі «Круглий Рік», — «Третя людина» (1949) з Орсоном Уеллсом.
- У двох сценах з'являється таксі, з рекламою на даху компанії режисера Майка Фіггиса «Red Mullet» і його обличчям.
- Годинник «Rolex Daytona 93'», який носить Бен — справжній годинник Джона О'Брайна.
- Сцена, де Бен йде по супермаркету з візком пляшок і насвистує пісеньку, була обрана журналом «Empire» восьмою найбільшою п'яною сценою в історії кіно (2005).

## Виноски
1. ↑  YouTube: уривок з фільму [Архівовано 25 вересня 2018 у Wayback Machine.]
2. ↑  YouTube: концертне виконання Michael McDonald [Архівовано 20 жовтня 2015 у Wayback Machine.]